# 陈调甫
陈调甫（1889年—1961年），名德元，字调甫，后以字行，男，江苏吴县人，中国化工专家、实业家，曾任第二、三届全国政协委员。